# Корнелія Рімзер
Корнелія Рімзер (нім. Cornelia Rimser; 1 травня 1982, Відень, Австрія) — австрійська волейболістка. Багаторазова переможниця чемпіонату Австрії в класичному волейболі. У парі з Леною Плезютшніг виступала на чемпіонаті світу з пляжного волейболу 2017 року.

## Класичний волейбол
Багаторазова чемпіонка і переможниця кубка Австрії. Виступала в розіграшах Кубка Європейської конфедерації волейболу і Кубку виклику ЄКВ.
У складі національної команди грала у відбірковому турнірі на чемпіонат світу 2014 року (3 матчі, 11 сетів, 35 набраних очок).
| Роки      | Команди              |
| --------- | -------------------- |
| 2001—2003 | «Пост» (Швехат)      |
| 2003—2005 | «Інсбрук»            |
| 2005—2006 | «Канті» (Шаффгаузен) |
| 2006—2018 | «Пост» (Швехат)      |

## Пляжний волейбол
Чемпіонка Австрії 2008 року (разом з Джілл Джаспер); триразова срібна медалістка (2010, 2011, 2015).
Разом з Надін Штраусс виступала на чемпіонаті Європи 2015 року в Клагенфурті, а з Леною Плезютшніг — на чемпіонаті світу 2017 року у Відні. В обох випадках австрійські спортсменки не змогли вийти з групи. На світовій першості грала проти українського дуету Валентина Давідова — Євгенія Щипкова (1:2).
| Роки      | Партнерки          |
| --------- | ------------------ |
| 2003      | Брігітта Штампфер  |
| 2004      | Крістіна Меллітцер |
| 2006—2008 | Джілл Джаспер      |
| 2008—2009 | Магдалена Їрак     |
| 2010—2011 | Керстін Піхлер     |
| 2012—2014 | Сабіна Свобода     |
| 2014      | Валерія Тойфль     |
| 2015      | Надін Штраусс      |
| 2016      | Катаріна Альмер    |
| 2017      | Лена Плезютшніг    |